# Дом «У Жёлтой статуи»
Дом «У Жёлтой статуи» (чеш. Dům U Žluté sochy), также известный как Дом «У Синего столба» (чеш. U Modrého sloupu) — историческое здание в центре Праги, находится в Старом городе на Малой площади, 8/6. Расположен рядом с домом «У трёх трубочистов». Охраняется как памятник культуры Чешской Республики.
Здание четырёхэтажное, первый этаж занимает аркада.
Дом впервые упоминается в 1401 году, это был старинный готический дом, построенный в несколько этапов (например, до конца 14 века он был расширен аркадой). В начале эпохи Возрождения, между 1531 и 1551 годами, когда им владел епископ Семеховский Хмель, дом был надстроен на два этажа. Ещё одна реконструкция была проведена до 1726 года, а в 1807 году дом был перестроен в стиле классицизма Захарием Фигертом.
В 1952 году была снесена дворовая постройка, в 1956 году здание было приспособлено для нужд ратуши.